# Georges Cochon
Pour les articles homonymes, voir Cochon (homonymie).
Georges Alexandre Cochon (Chartres, 26 mars 1879 – Pierres, 25 avril 1959), est un syndicaliste français, dirigeant de l’Union syndicale des locataires ouvriers et employés.

## Biographie
Le 15 février 1911, Georges Cochon, alors ouvrier tapissier, est nommé à la tête de l'Union syndicale des locataires ouvriers et employés et part en guerre contre Monsieur Vautour (le propriétaire). La principale activité de ce syndicat est d'aider les locataires en difficulté à déménager à la cloche de bois (clandestinement), puis à investir des logements inoccupés.
Sa première action notoire débute le 1er janvier 1912, lorsque sa propriétaire Mme Chazelles, apprenant qu'il est président de ce syndicat, le congédie. Il hisse alors le drapeau rouge au cinquième étage de son appartement du 62 de la rue de Dantzig et se barricade avec femme et enfants pour protester contre cette expulsion sauvage. Ravitaillé par les voisins pendant cinq jours, il obtient la levée du siège policier. Le tribunal le condamne à la peine minimum, un franc. Le déménagement public de son mobilier menacé de saisie est suivi par la foule et est animé par le « raffût de Saint-Polycarpe », fanfare de café-concert.
Pour les sans logis, il occupe les maisons bourgeoises, organise des campements impromptus, comme le 10 février dans la cour de la préfecture de police, sous les fenêtres de son mortel ennemi, le préfet Lépine, ou comme le 28 février 1912 lorsqu'il reloge une famille dans le jardin des Tuileries où le syndicat des charpentiers construit une baraque de fortune en 13 minutes, baptisée « maison avec jardin ». Le 12 avril 1913, il occupe l'hôtel de ville. Le 21 juillet 1913, il prend possession, avec plusieurs familles nombreuses, de l’hôtel particulier de La Vérone loué par le comte Antoine de La Rochefoucauld situé 17 boulevard Lannes. À la fin du bail, la comtesse les reloge dans des pavillons qu'elle a payés elle-même.
Georges Cochon devient alors très populaire et profite de toutes les occasions pour faire connaître sa lutte en faveur des plus démunis, ce qui lui vaut le surnom de « notre Sauveur, à nous, les gueux » ou encore « le président des sans-pognon ». Très sensible à la médiatisation de ses actions, Georges Cochon n'hésitait pas à faire venir les journalistes pour donner de nombreux échos dans les journaux aux actions spectaculaires de son syndicat.
Des artistes comme le chansonnier Charles d'Avray ou Théophile Alexandre Steinlen lui prêtent leur concours, célébrant ses « tours de cochon ».
Cependant en mai 1912, il se présente aux élections municipales du quartier du Père-Lachaise, ce qui provoque son exclusion de l’Union syndicale des locataires. Il crée alors un syndicat concurrent, la Fédération nationale et internationale des locataires qui connaît moins de succès. En avril 1914, le tribunal de grande instance de Paris fait interdire les déménagements à la cloche de bois.
Mobilisé en août 1914, il participe à la bataille de la Marne dont il est rapatrié pour blessure. Détaché aux usines Renault de Boulogne-Billancourt en janvier 1915, il est renvoyé dans sa caserne en 1917 mais en déserte le 6 février et reprend immédiatement les déménagements à la cloche de bois. Il est arrêté et condamné par un conseil de guerre à trois ans de travaux publics dans un bagne militaire en Afrique du Nord.
Georges Cochon publie à Paris en 1917 un journal hebdomadaire Le Raffût. Journal d'action, Organe du syndicat des locataires, publication qu'il reprendra trois mois après sa libération entre 1921 et 1922 avec divers sous-titre dont : Organe de combat et de défense sociale, politique, économique et financière, paraissant le samedi, dénonçant les injustices commises au bagne.
Il se sépare de sa femme qui se défenestre en 1926 et prend dès lors ses distances avec le mouvement anarchiste. Il se retire avec sa compagne Tounette à Pierres en Eure-et-Loir.

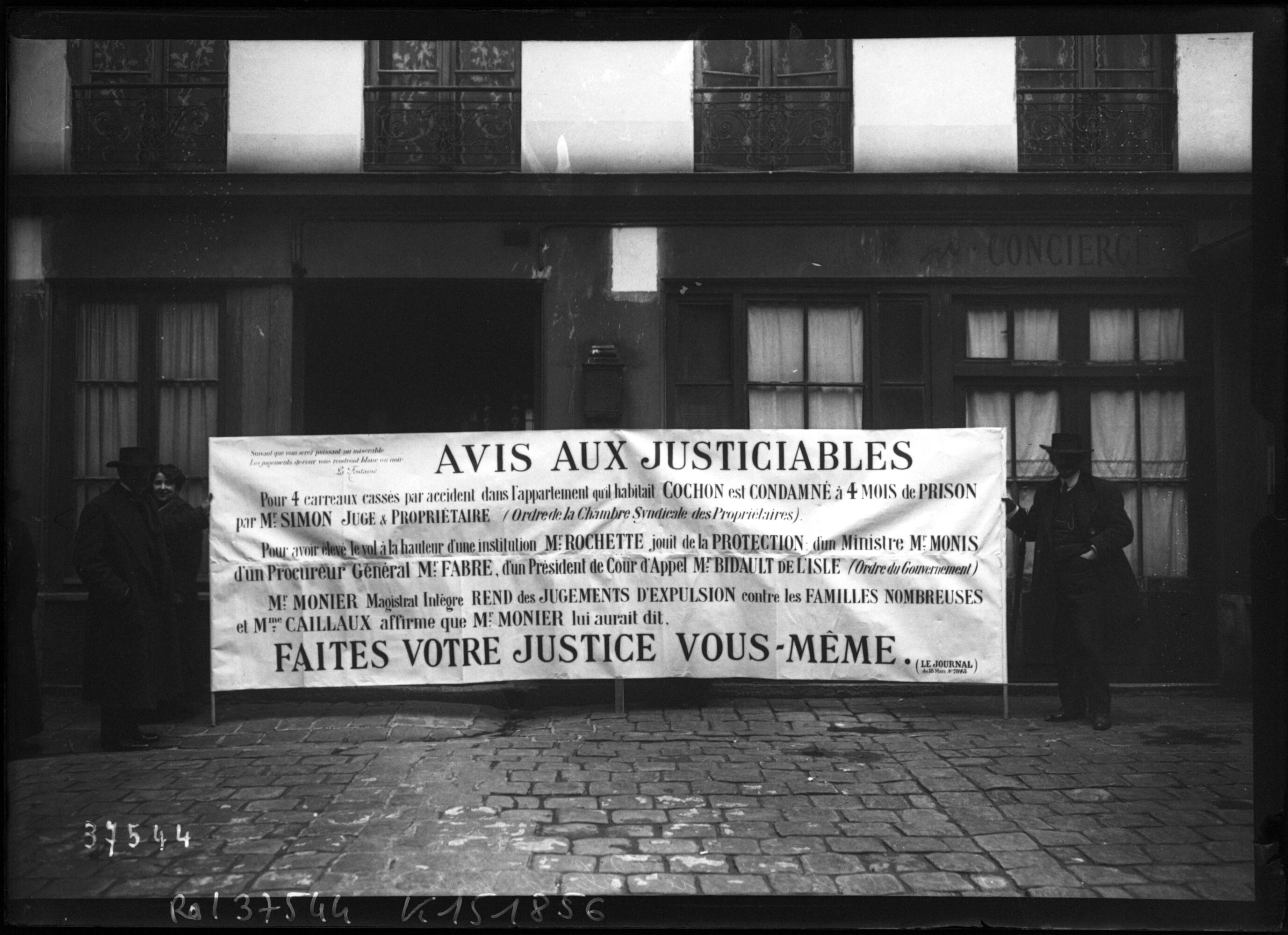
Manifestation en faveur de Georges Cochon au palais de Justice de Paris (1914).
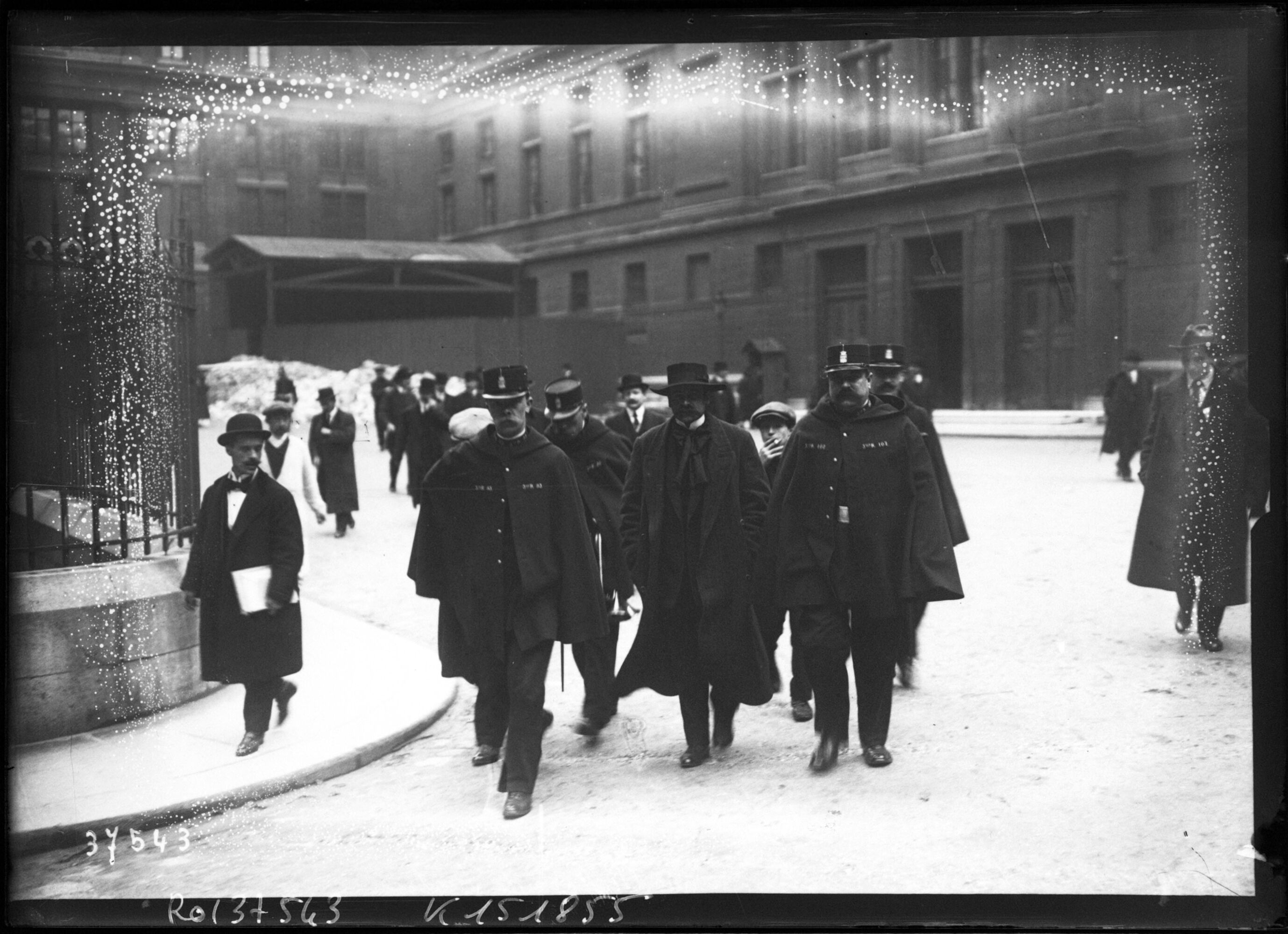
Arrestation de Georges Cochon à l'occasion d'une manifestation au palais de Justice de Paris (1914).
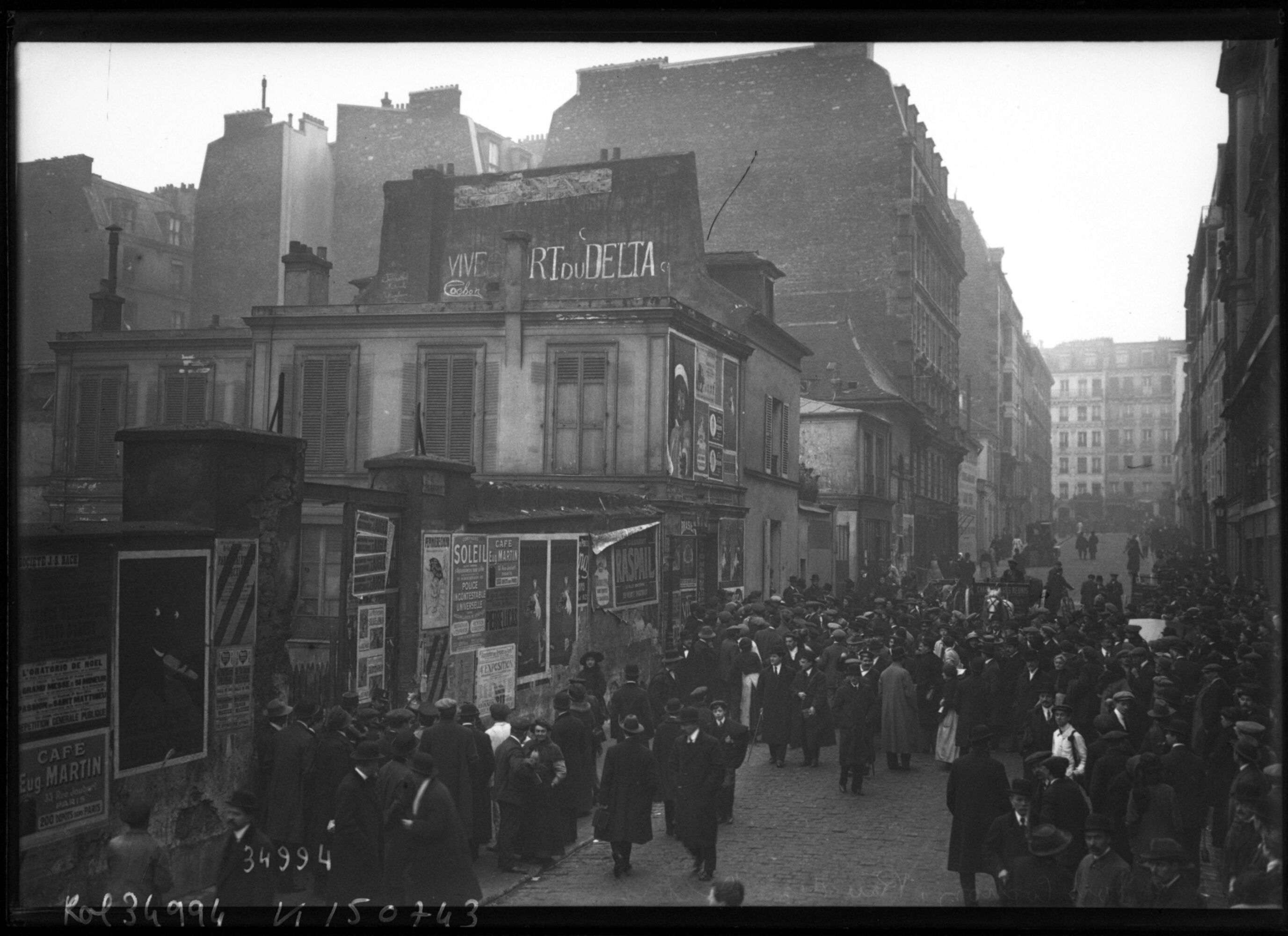
Expulsion du « Fort Cochon » à Paris en 1913.